# Solanin
Solanin (ソラニン Soranin?) es un manga escrito y dibujado por Inio Asano. La historia trata sobre la vida de cinco jóvenes veinteañeros que se enfrentan a la incertidumbre del futuro y a la falta de expectativas.
La obra fue serializada desde 2005 hasta 2006 en la Weekly Young Sunday de Shōgakukan, ha sido recopilada en dos volúmenes y posteriormente en un álbum monográfico. Cuenta con ediciones en español a cargo de Norma en España, de Ivrea en Argentina y Panini en México. A raíz de su éxito de ventas, en 2010 se estrenó una película de imagen real y la banda Asian Kung-Fu Generation lanzó el sencillo Solanin, cuya letra ha sido escrita por el propio mangaka.
Solanin supuso la consagración de Asano en la escena internacional, pues fue nominado al Premio Eisner y al Premio Harvey en las ediciones de 2009. Once años después de su conclusión, en 2017, Shōgakukan publicó una reedición integral que incluye un capítulo extra a modo de epílogo.

## Sinopsis
La historia se desarrolla en Tokio y sus protagonistas son Meiko Inoue y Naruo Taneda, una pareja de veinteañeros que después de haberse graduado no saben cómo afrontar la vida adulta. Meiko se ve obligada a trabajar como oficinista para pagar el alquiler, mientras que su novio es ilustrador a tiempo parcial. Aunque Taneda sigue reuniéndose con sus amigos del club de rock de la universidad para tocar en un local de ensayo, siente que debe dejar atrás sus aspiraciones de convertirse en músico.
Meiko decide dar un giro a su vida antes de que sea demasiado tarde: después de dejar el trabajo, anima a su novio para que dedique más tiempo a la música. Sin embargo, la huida hacia adelante que supone librarse de la rutina les llevará a enfrentar sus propias inseguridades, una crisis de pareja y el peso de la incertidumbre. El transcurso de los acontecimientos a lo largo de la historia cambiará por completo el destino del grupo de amigos, que se replanteará así el sentido de la vida.

## Personajes
La siguiente lista recoge solo a los cinco personajes protagonistas:
- Meiko Inoue (井上芽衣子?): La protagonista es una chica de Akita que se trasladó a Tokio para estudiar en la universidad. Allí ha conocido a su novio Taneda, de quien tiene una fuerte dependencia emocional. Después de graduarse comenzó a trabajar como oficinista para poder pagar el alquiler. Cansada de su vida actual, y sin tener muy claro cómo afrontará el futuro, decide dejar el trabajo y anima a Taneda para que se dedique profesionalmente a la música.
- Naruo Taneda (種田成男?): El novio de Meiko proviene de Fukuoka y trabaja como ilustrador a tiempo parcial en una editorial. Es una persona idealista a quien le apasiona la música, compone canciones y toca la guitarra eléctrica en una banda de rock que ha formado con sus amigos de la universidad. A lo largo de la obra se replantea tanto su futuro como su relación con Meiko.
- Jiro Yamada (山田二郎?): Conocido por todo el mundo como «Billy», toca la batería en la banda de Naruo. Tiene aspecto de rockero, siempre estuvo enamorado de Meiko y se siente atrapado por las decisiones que no ha tomado en el pasado. Trabaja en la farmacia que regentan sus padres en una galería comercial.
- Kenichi Kato (加藤賢一?): El mejor amigo de Naruo y tercer miembro de la banda, donde toca el bajo. Sigue estudiando en la universidad a pesar de que sus amigos ya se han graduado. Siempre ha soñado con triunfar en el mundo de la música.
- Ai Kotani (小谷アイ?): Es la mejor amiga de Meiko y la novia de Kato. Tiene una personalidad muy firme y sabe aconsejar a todos los que le rodean, aun cuando ella tampoco tiene claro sus planes a largo plazo.

## Contenido de la obra

### Manga
La editorial Shōgakukan comenzó a publicar Solanin el 30 de junio de 2005 en la revista semanal Weekly Young Sunday, a razón de 28 capítulos hasta el 6 de abril de 2006. Fue recopilada en dos tomos tankōbon y más tarde en un álbum monográfico. A nivel internacional, fue licenciada en Francia por Kana en 2007 y en Estados Unidos por Viz Media en 2008. Con el paso del tiempo, la mayoría de ediciones internacionales han apostado por reeditarla en un solo álbum. En idioma español, la publicación ha corrido a cargo de Norma Editorial en España y de Editorial Ivrea en Argentina.
La reedición de 2017 incluye un capítulo extra, en el que se repasa la vida de los protagonistas once años después y una historia derivada.

#### Lista de volúmenes
| N.º | Fecha de lanzamiento   | ISBN original   |
| --- | ---------------------- | --------------- |
| 1   | 5 de diciembre de 2005 | ISBN 4091533213 |
| 2   | 2 de mayo de 2006      | ISBN 4091510760 |

### Película
El 3 de abril de 2010 se estrenó una película de imagen real, dirigida por Takahiro Miki y protagonizada por Aoi Miyazaki y Kengo Kōra en los papeles de Meiko y Taneda. Tanto la canción de apertura como la de créditos corrieron a cargo de Asian Kung-Fu Generation, cuya letra del sencillo Solanin fue escrita por el propio Asano.

## Recepción
Solanin fue la obra de consagración de Inio Asano en la escena internacional del cómic. En términos generales, la crítica ha valorado el realismo de la trama a la hora de plasmar la frustración de los sueños de juventud, el cuestionamiento de la felicidad, y la incertidumbre ante los cambios que depara la vida. Después de haber sido publicada en Japón, alcanzó repercusión internacional con su edición para Estados Unidos en 2008. Al año siguiente obtuvo dos nominaciones al Premio Eisner —en la categoría de «mejor álbum asiático»— y al Premio Harvey —a la «mejor edición internacional»—.